# Vucsuan
Vucsuan (egyszerűsített kínai írással: 吴川, pinjin: Wúchuān) város Kínában, Kuangtung tartományban. Lakosainak száma 907 354 fő (2020).

## Népesség
| 2018 | 972 400 |
| 2020 | 907 354 |